# Eliporto di Capri
L'eliporto di Damecuta (ICAO: LIQC) è un eliporto italiano che si trova a Anacapri sull'Isola di Capri nella città metropolitana di Napoli. È utilizzato per il soccorso, per il collegamento con la terraferma e turismo.